# Краљевина Србија (филм)
Краљевина Србија је српски документарни филм из 2008. године. Режирао га је Здравко Шотра који је уједно и сценариста заједно са Милованом Витезовићем.
Краљевина Србија је други филм из трилогије играно-документарног серијала Здравка Шотре.

## Радња
Ово документарно играно остварење обухвата период Србије од убиства кнеза Михаила до Првог светског рата, а наратор је Драган Николић.
Послије убиства кнеза Михаила, на српски престо долази малодобни Милан. Његова епоха се памти по српско-турским ратовима, који ће довести земљу до пуне независности. Србија постаје краљевина, а Милан први краљ, послије Косова. Лоша владавина његовог сина, Александра, довела је до атентата, 1903. Године, којим је династија Обреновића нестала са сцене. На српски престо долази Карађорђев унук, Петар I, а за његове владавине Србија се задивљујуће брзо економски уздиже, води два побједоносна Балканска рата и потпуно истјерује Турке са своје територије.

## Улоге
| Глумац              | Улога                                          |
| ------------------- | ---------------------------------------------- |
| Драган Николић      | Наратор                                        |
| Војин Ћетковић      | Краљ Милан Обреновић                           |
| Слобода Мићаловић   | Краљица Наталија Обреновић                     |
| Небојша Илић        | Краљ Александар Обреновић                      |
| Драгослав Илић      | Краљ Петар I Карађорђевић                      |
| Петар Краљ          | Никола Пашић                                   |
| Војислав Брајовић   | Ђорђе Вајферт                                  |
| Предраг Ејдус       | Барон фон Гисел, аустроугарски царски посланик |
| Тихомир Станић      | Јован Ристић                                   |
| Миодраг Радовановић | Професор Леополд фон Ранке                     |
| Драгомир Чумић      | Министар финансија Лазар Пачу                  |
| Горан Даничић       | Ђорђе Генчић                                   |
| Ирфан Менсур        | Доктор Лео Фафер, судски истражитељ            |
| Милош Ђуричић       | Гаврило Принцип                                |
| Милан Васић         | Пера Тодоровић                                 |
| Миленко Заблаћански | Стеван Владислав Каћански                      |
| Миодраг Фишековић   | Лаза Костић                                    |
| Бранислав Томашевић | Јован Јовановић Змај                           |
| Милан Михаиловић    | Прота Милан Ђурић                              |
| Гојко Балетић       | Доктор                                         |
| Бранко Јеринић      |                                                |
| Павле Јеринић       |                                                |
| Саша Јоксимовић     |                                                |
| Бојан Кривокапић    |                                                |
| Александра Марковић |                                                |

#### Занимљивост
- Снимање се обављало у Куманову, Сарајеву, Нишу, Београду, Новом Саду, Бечу, Смедереву и Панчеву.
- Иако је ово последњи снимљен у трилогији филмова: Где цвета лимун жут (2006) и Кнежевина Србија (2008), у ствари би, хронолошки, филм Где цвета лимун жут требало да буде последњи пошто говори о преласку српске војске преко Албаније.